# Ödipuskomplex made in Germany
Ödipuskomplex made in Germany. Gelegenheitsgedichte Totentage Landschaften 1965–1980 enthält eine Sammlung von Gedichten und Texten des deutschen Schriftstellers Helmut Heißenbüttel (1921–1996), die im Zeitraum von 1965 bis 1980 entstanden sind. Das Sammelwerk erschien 1981 im Klett-Cotta Verlag, Stuttgart. Der Titel des Sammelwerks entspricht dem ersten aufgeführten Gedicht im Buch.

## Selbstverständnis Heißenbüttels
Für Heißenbüttel stellte die Sprache nicht nur ein bloßes Instrument dar, vielmehr verstand er sie als Spielmaterial des künstlerischen Sprechens. Grenzen und Möglichkeiten der Literatur wurden in der Zeit zwischen 1950 und 1970 neu bestimmt. Heißenbüttel schienen traditionelle Gedichtformen unangemessen. Er benutze stattdessen Reihungen und Bruchstücke. Sprachmaterial wurde dabei kühl und sachlich eingesetzt, montiert oder aneinandergefügt. Hierfür sind auch die Texte in Ödipuskomplex made in Germany ein Beispiel. Der Begriff Text wurde von Heißenbüttel selbst oft und gerne benutzt, da er offenlässt, ob es sich um Lyrik, Drama oder Prosa handelt.

## Texte im Sammelwerk
(Aufstellung getreu dem Inhaltsverzeichnis, chronologisch nach Entstehungsjahr)
- Ödipuskomplex made in Germany. 1965
- Rondeel mit Klingelzeilen. Dür Hans Hermann Steffens (1968)
- eine Antigone für HAP Grieshaber. Am 15. Februar 1969
- Dreitakt für Esther Blecher. Zum 31. Oktober 1969.
- der heilige Hain. (1970)
- worauf es ankommt. (1970)
- Hegel in Bonn. (1970)
- Negative Dialektik. (1970)
- Erinnerungen an das Jahr 1955. (1971)
- Allerneuste Abhandlung über den menschlichen Verstand. Für Armin Sandig (1970/1971)
- Gedicht über die Fernseherklärung. (1972)
- nochwas. (1972)
- Schlagerantike. (1972)
- Altersweisheit. (1972)
- Liebesgedicht für alle Fälle und verschiedene Gelegenheit 71. (1972)
- 10 Lektionen über das reich. für Valerio Adami (1973/1974)
- kleine Kantate über Entfremdung. Clytus Gottwald gewidmet
- Rückblick auf das Jahr 1974. (1975)
- Gelegenheitsgedicht zum Todestag von Marie Luise Kaschnitz. (1975)
- Versuch auf griechisch. (1975)
- Störer Entstörer Verstörer. Für Walter Stöhrer (1976)
- Erstes Gelegenheitsgedicht auf mich selbst. 1976
- Zweites Gelegenheitsgedicht auf mich selbst. 1977
- Drittes Gelegenheitsgedicht auf mich selbst im Konjunktiv. 1980, Ernst Jandl gewidmet

## Rezensionen
Im Vergleich zu anderen Werken Heißenbüttels (z. B. den Textbüchern) ist bisher nur wenig Sekundärliteratur zu den einzelnen Werken dieser Textsammlung erschienen.

Einige Arbeiten liegen dennoch vor. Beispielsweise beschäftigte sich Gisela Lindemann mit Heißenbüttels Text „drittes Gelegenheitsgedicht auf mich selbst [...]“. Der Aufsatz dazu erschien im Januar 1981 in der Zeitschrift TEXT+KRITIK.

### Renate Kühn zu „der heilige Hain“
Eine weitere Arbeit mit dem Titel Bei Gelegenheit eines Topos. Heißenbüttels Gelegenheitsgedicht Nr. 13 beschäftigt sich mit dem Gedicht der heilige Hain. Erschienen ist dieser Aufsatz von Renate Kühn 1991 in Schrift, écriture, geschrieben, gelesen, einer Festschrift anlässlich Heißenbüttels 70. Geburtstages.
Der heilige Hain Heißenbüttels ist ein „Kabinettstückchen besonderer Art“.
Bei erster Betrachtung erübrigt sich eine Interpretation, da eine Diskrepanz zwischen, den durch den  Titel erzeugten, Erwartungen und dem Tatsächlichen Inhalt, einem als Parodie angelegten Text besteht.
Gegenstand einer Parodie sind meist literarische Werke, besonders solche die als „klassisch“ gelten. So auch bei Heißenbüttel. Literaturwissenschaftlich betrachtet handelt es sich bei dem Wort Hain um einen ganz bestimmten Ort, genauer um einen historischen Topos, nämlich dem einer antiken Ideallandschaft. Heißenbüttel zerlegt diese literarhistorische Vorstellung des Hains in ihre begrifflichen Komponenten, so dass eine Reduzierung des Besonderen auf das Allgemeine erfolgt: Ein Hain ist nicht mehr als ein kleiner Wald. Ein kleiner Wald ist lediglich eine Ansammlung von Bäumen. Also ist ein Hain nicht mehr als: Baum und Baum und Baum und Baum und Baum und Baum und Baum.
Bei genauer Betrachtung des Textes auf der strukturell-kompositorischen Ebene, zeigt sich, dass ein festes Zahlenschema zugrunde liegt. Das Adjektiv heilig aus dem Titel wird, im Gegensatz zu dem Substantiv Hain, keiner semantischen Analyse unterzogen, sondern in einen bestimmten Verwendungszusammenhang gebracht. Das Gedicht beinhaltet Elemente der heiligen Zahl Sieben. Es besteht aus sieben Versen. Der erste Vers beinhaltet wiederum sieben Wiederholungen des Grundwortes Baum, welches auch zu neuen Komposita verknüpft wird. Die Wiederholungen nehmen von Vers zu Vers stetig zu. Die Anzahl der gebildeten Komposita nimmt jedoch ab, so dass im siebten Vers nur noch eine einzige ungeheure Wortkomposition zu finden ist: baumbaumbuambaumbaumbaumbaum.
Die Bedeutung von heilig soll anhand dieser Vorgehensweise exemplarisch aufgezeigt werden. Ein heiliger Ritus zeichnet sich nämlich genau durch solch ein wiederholtes, immer gleichbleibendes Vorgehen nach einer festen Ordnung aus.
Heißenbüttel parodiert also in gewisser Weise, weil er den Hain zu bloßen Bäumen auflöst, im Gegenzug übersetzt er aber das Wort heilig ins Sinnlich-anschauliche.
Was zunächst wie eine bloße Parodie wirkt, stellt sich bei näherer Betrachtung als Demonstration, des dem Topos zugrunde liegenden Verfahrens, heraus.